# Busy Being Fabulous
"Busy Being Fabulous" is een single van de Amerikaanse rockband Eagles van hun album Long Road out of Eden uit 2007. De single werd in januari 2008 uitgebracht.
Op het nummer neemt Don Henley de leadzang voor zijn rekening. Het lied beschrijft een gespannen liefdesleven in een relatie waarbij een van de partners te druk bezig was met het maken van carrière.

## Hitlijsten
Het nummer haalde de Amerikaanse Billboard Hot 100 niet. Wel werd de twaalfde plek in de Adult Contemporary-lijst, de hitlijst voor AOR-muziek, gehaald en de 28e positie in de Hot Country Songs lijst. Buiten de Verenigde Staten werden de reguliere hitlijsten ook niet behaald.

## NPO Radio 2 Top 2000
Busy Being Fabulous stond alleen in 2009 in de NPO Radio 2 Top 2000, op plek 1589.